# シリーズ10min.地球ウォッチ
『シリーズ10min.地球ウォッチ』（シリーズテンミニッツちきゅうウォッチ）は、NHK教育テレビジョンで1996年10月14日から1997年3月13日まで放送されていた中学生・高校生向けの学校放送（教科：社会科・地理歴史）である。

## 放送時間
| 期間                           | 放送時間                      |
| ------------------------------ | ----------------------------- |
| 1996年10月14日 - 1997年3月13日 | 月曜日 - 木曜日 12:20 - 12:30 |

## 出演者
- ナビゲーター - 柴田祐規子（NHKアナウンサー）
- 解説 - 坂田俊文（工学博士・東海大学教授）[4]

## 放送リスト
| テーマ           | タイトル                 | 初回放送日     |
| ---------------- | ------------------------ | -------------- |
| 地球はどんな星か | 宇宙から見た大陸         | 1996年10月14日 |
| 地球はどんな星か | 砂漠                     | 1996年10月15日 |
| 地球はどんな星か | アラル海                 | 1996年10月16日 |
| 地球はどんな星か | ユニークな日本           | 1996年10月17日 |
| 文明発祥の地     | ナイルとピラミッド 1     | 1996年10月28日 |
| 文明発祥の地     | ナイルとピラミッド 2     | 1996年10月29日 |
| 文明発祥の地     | ティグリス・ユーフラテス | 1996年10月30日 |
| 文明発祥の地     | 黄河                     | 1996年10月31日 |
| 東西の交流       | タリム盆地               | 1996年11月11日 |
| 東西の交流       | ホレズム                 | 1996年11月12日 |
| 東西の交流       | パルミラ                 | 1996年11月13日 |
| 東西の交流       | 地中海                   | 1996年11月14日 |
| 森林と都市       | 大都市                   | 1996年11月25日 |
| 森林と都市       | 熱帯雨林アマゾン         | 1996年11月26日 |
| 森林と都市       | アンコールワット         | 1996年11月27日 |
| 森林と都市       | アンデス                 | 1996年11月28日 |
| 水の惑星・地球   | サンゴ礁の海             | 1996年12月09日 |
| 水の惑星・地球   | ピナツボ火山             | 1996年12月10日 |
| 水の惑星・地球   | 水と大気                 | 1996年12月11日 |
| 水の惑星・地球   | 黒潮と文化               | 1996年12月12日 |